# Diedrich Hoyer der Ältere
Diedrich Hoyer der Ältere (* um 1490 in Bremen; † 22. Juli 1548 in Bremen) war ein Bremer Ratsherr und  Bremer Bürgermeister.

## Biografie
Hoyer war der Sohn von Ratsherr Albert Hoyer. Er war seit 1521 Bremer Ratsherr und seit 1531 Bremer Bürgermeister. Sein Wappen am Bremer Rathaus zeugt von seiner Tätigkeit. 1542 zog er als Pächter in Burg Blomendal ein. 1548 wurde ihm Blomendal für weitere 18 Jahre verpachtet. Damit wurden seine Bemühungen um die Aussöhnung der Stadt Bremen mit Kaiser Karl V. auf dem Reichstag zu Augsburg von 1548 gewürdigt. Er starb kurz darauf. Seine Familie blieb im Haus  ansässig.
Er war verheiratet mit Tibbeke von Borken. Sein Sohn Dr. Erich Hoyer wurde ebenfalls Bremer Bürgermeister.
Sein Enkel Diedrich Hoyer der Jüngere war Bremer Bürgermeister seit 1608. 